# Varubud

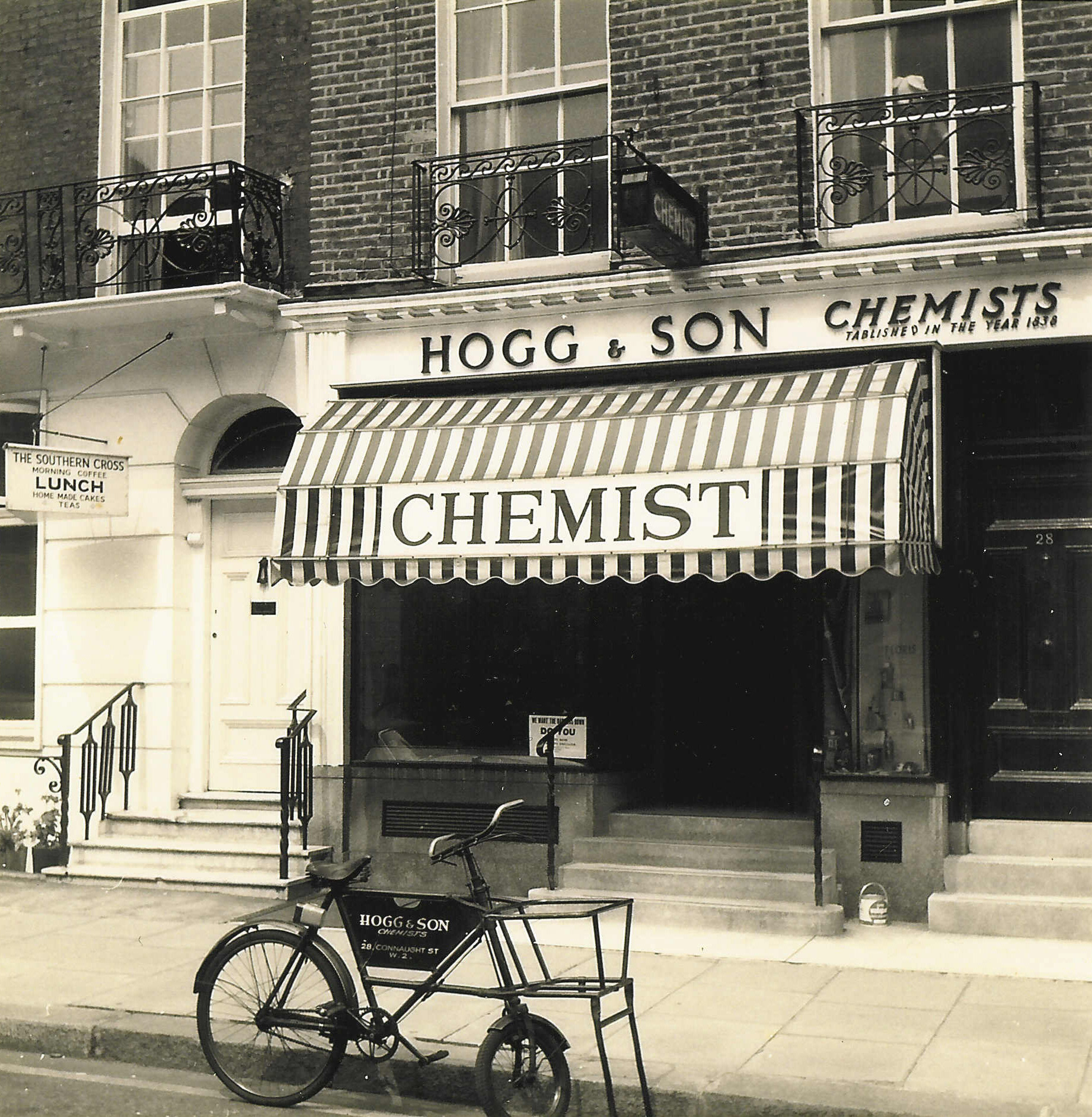
Äldre fordon för varubud.

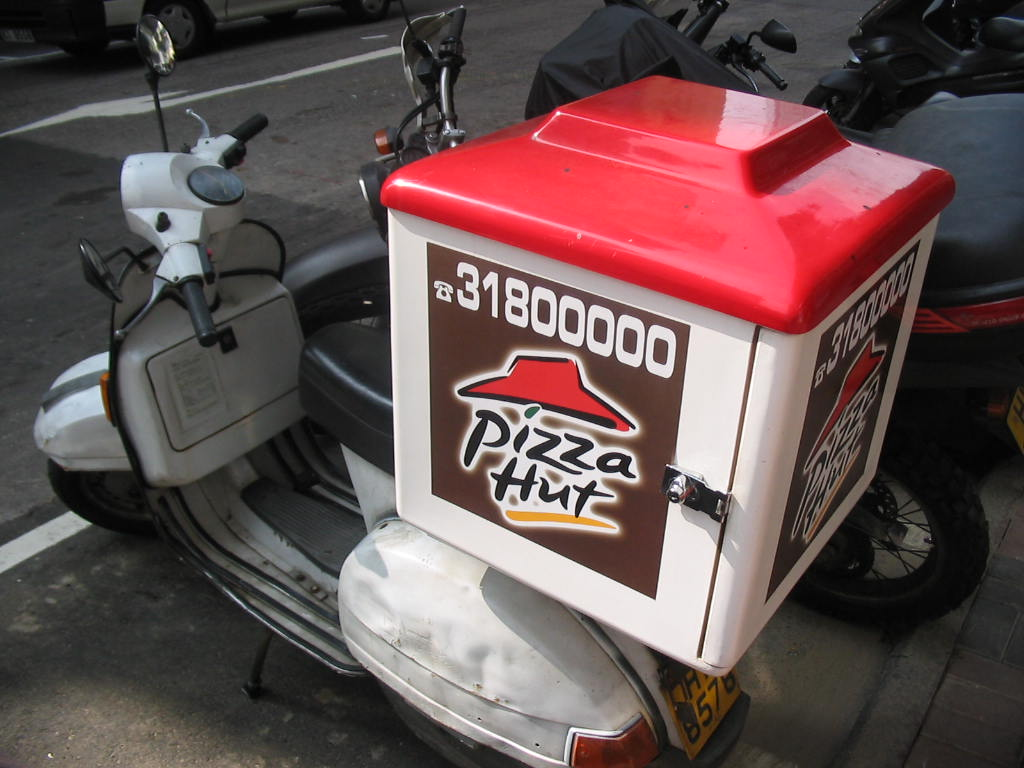
Nyare fordon för varubud.

Ett varubud är en person med uppgift att leverera varor, oftast i betydelsen från en affär till en bostad. En äldre benämning är springschas. Ett ungt varubud av manligt kön kallades tidigare ofta för springpojke, vilket kan uppfattas nedsättande, särskilt i överförd bemärkelse. Varubud av kvinnligt kön benämndes springflicka. 

## Historik
Efterfrågan på springpojkar och springflickor ökade i samband med tjänstesektorns expansion under slutet av 1800-talet och början av 1900-talet. Många pojkar och flickor fick tidiga erfarenheter av lönearbete i handel och på kontor under detta skede. Under mellankrigstiden - då ungdomsarbetslöshet blev ett uppmärksammat samhällsproblem - menade vissa debattörer att springpojkejobben inverkade negativt på ungdomars långsiktiga möjligheter på arbetsmarknaden. Detta eftersom springpojkejobben inte var förknippade med yrkesutbildning. På 1940-talet tillsattes en utredning om yrkesutbildning åt varubud, som springpojkarna och springflickorna då börjat benämnas.

## Gåvogram
Gåvor som skickas med varubud kan kallas blommogram®, presentogram, kyssogram, chokladogram® eller liknande, beroende på vilken typ av gåva som skickas. En del av dessa har blivit begrepp men är registrerade varumärken.